# Аррас
Арра́с (фр. Arras французька: [aʁɑs] ⓘ; пік. Aros; історично нід. Atrecht [ˈaːtrɛxt] ⓘ) — місто та муніципалітет у Франції, у регіоні О-де-Франс, адміністративний центр департаменту Па-де-Кале. Населення — 42 600 осіб (01.01.2021).
Муніципалітет розташований на відстані близько 165 км на північ від Парижа та 45 км на південний захід від Лілля.

## Демографія
Динаміка населення (Cassini і INSEE ):
Розподіл населення за віком та статтю (2006):
| Стать | Всього | До 15 років | 15-24 | 25-44 | 45-64 | 65-85 | Понад 85 |
| --- | ------ | ----------- | ----- | ----- | ----- | ----- | -------- |
| Чоловіки | 19 823 | 3464        | 3781  | 6185  | 4127  | 2019  | 247      |
| Жінки | 22 196 | 3446        | 4096  | 5733  | 4821  | 3483  | 617      |
| \| Статево-вікова піраміда \| Статево-вікова піраміда \| Статево-вікова піраміда \| \| ----------------------- \| ----------------------- \| ----------------------- \| \| Чоловіки \| Вік \| Жінки \| \| 247 \| 85 + \| 617 \| \| 389 \| 80-84 \| 802 \| \| 532 \| 75-79 \| 935 \| \| 574 \| 70-74 \| 992 \| \| 524 \| 65-69 \| 754 \| \| 570 \| 60-64 \| 768 \| \| 1042 \| 55-59 \| 1190 \| \| 1256 \| 50-54 \| 1375 \| \| 1259 \| 45-49 \| 1488 \| \| 1312 \| 40-44 \| 1198 \| \| 1331 \| 35-39 \| 1220 \| \| 1700 \| 30-34 \| 1468 \| \| 1842 \| 25-29 \| 1847 \| \| 2122 \| 20-24 \| 2346 \| \| 1659 \| 15-20 \| 1750 \| \| 1013 \| 10-14 \| 1059 \| \| 1107 \| 5-9 \| 1075 \| \| 1344 \| 0-4 \| 1312 \| |        |             |       |       |       |       |          |
| Статево-вікова піраміда |        |             |       |       |       |       |          |
| Чоловіки | Вік    | Жінки       |       |       |       |       |          |
| 247 | 85 +   | 617         |       |       |       |       |          |
| 389 | 80-84  | 802         |       |       |       |       |          |
| 532 | 75-79  | 935         |       |       |       |       |          |
| 574 | 70-74  | 992         |       |       |       |       |          |
| 524 | 65-69  | 754         |       |       |       |       |          |
| 570 | 60-64  | 768         |       |       |       |       |          |
| 1042 | 55-59  | 1190        |       |       |       |       |          |
| 1256 | 50-54  | 1375        |       |       |       |       |          |
| 1259 | 45-49  | 1488        |       |       |       |       |          |
| 1312 | 40-44  | 1198        |       |       |       |       |          |
| 1331 | 35-39  | 1220        |       |       |       |       |          |
| 1700 | 30-34  | 1468        |       |       |       |       |          |
| 1842 | 25-29  | 1847        |       |       |       |       |          |
| 2122 | 20-24  | 2346        |       |       |       |       |          |
| 1659 | 15-20  | 1750        |       |       |       |       |          |
| 1013 | 10-14  | 1059        |       |       |       |       |          |
| 1107 | 5-9    | 1075        |       |       |       |       |          |
| 1344 | 0-4    | 1312        |       |       |       |       |          |

## Економіка
2010 року серед 28 097 осіб працездатного віку (15—64 років) 19 438 були активними, 8659 — неактивними (показник активності 69,2%, у 1999 році було 67,2%). З 19 438 активних мешканців працювали 15 842 особи (8062 чоловіки та 7780 жінок), безробітними було 3596 (1985 чоловіків та 1611 жінок). Серед 8659 неактивних 3551 особа була учнем чи студентом, 1833 — пенсіонерами, 3275 були неактивними з інших причин.

У 2010 році в муніципалітеті було 18603 оподаткованих домогосподарств, у яких проживали 38528 особи. Медіана доходів виносила 16 148 євро на одного особоспоживача.

## Знамениті уроженці
- Балдуїн V Благочестивий (1012/1013— 1067) — граф Фландрський із 1035, син графа Балдуїна IV Бородатого та Елеонори, доньки герцога Нормандського Річарда II
- Адам де ла Аль (1240—1287) і Жан Бодель (1165—1210) — середньовічні трувери
- Жан Креспін (1520—1572) — історик церкви й видавець.
- Максиміліан Робесп'єр (1768—1794) — діяч Великої французької революції
- Ежен Франсуа Відок (1775—1857) — авантюрист і видатний детектив
- Захарі Бато (*1886 — †1925) — французький футболіст, воротар.
- Габріель Ано (*1889 — †1968) — французький футболіст, захисник.

## Битви під Аррасом
9 травня 1915 року поблизу міста відбулася Перша битва біля Арраса, за участю компанії «Hello» («Nazdar») чехословацького легіону у Франції. Бойові дії тривали з підвищеною інтенсивністю, особливо в 1917, коли місто було сильно пошкоджено.
- Битва біля Арраса (1917)
- Третя битва біля Арраса (1918)
- Четверта битва біля Арраса (1918)
- Битва при Аррасі (1940)

## Галерея

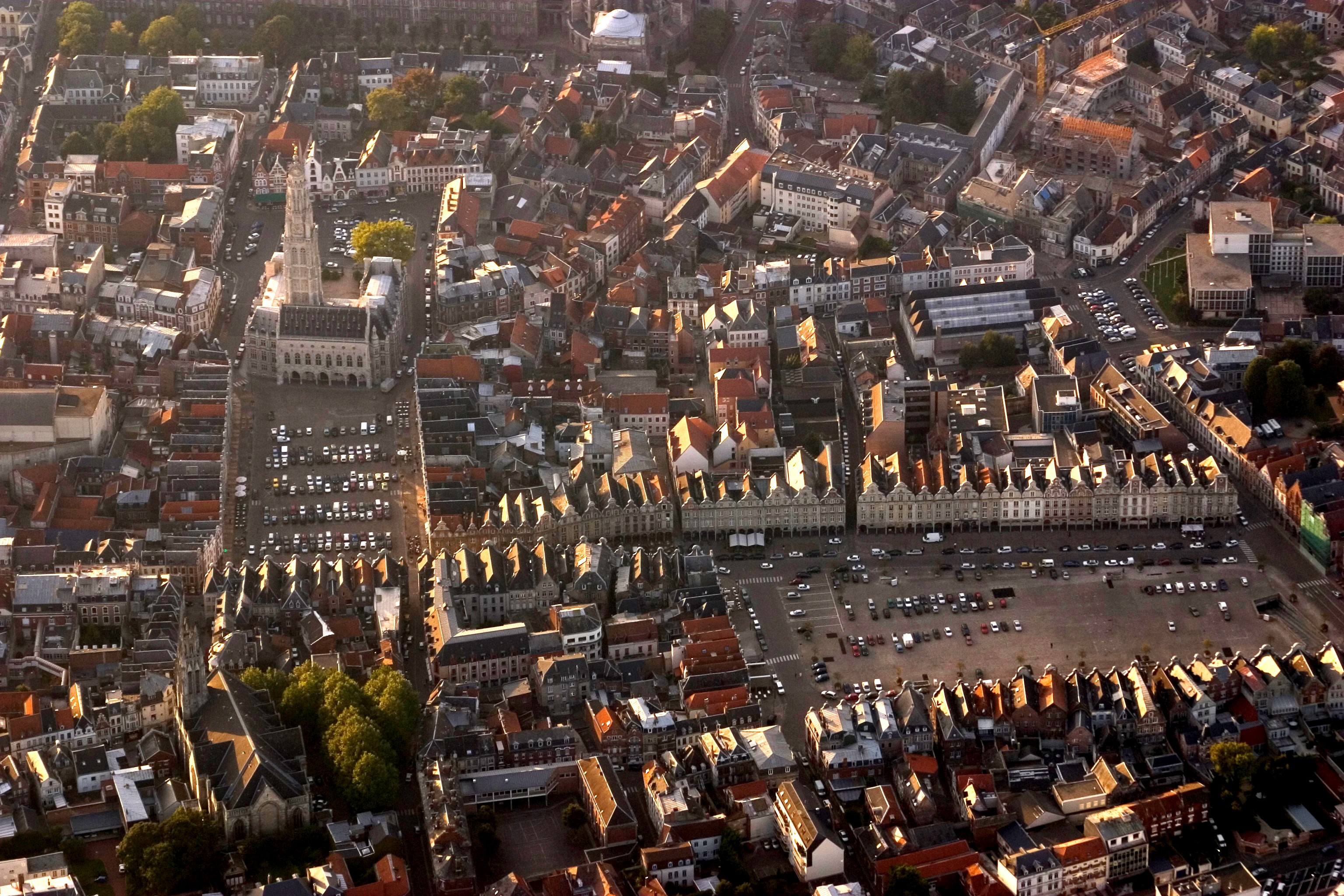
Вигляд на місто з висоти
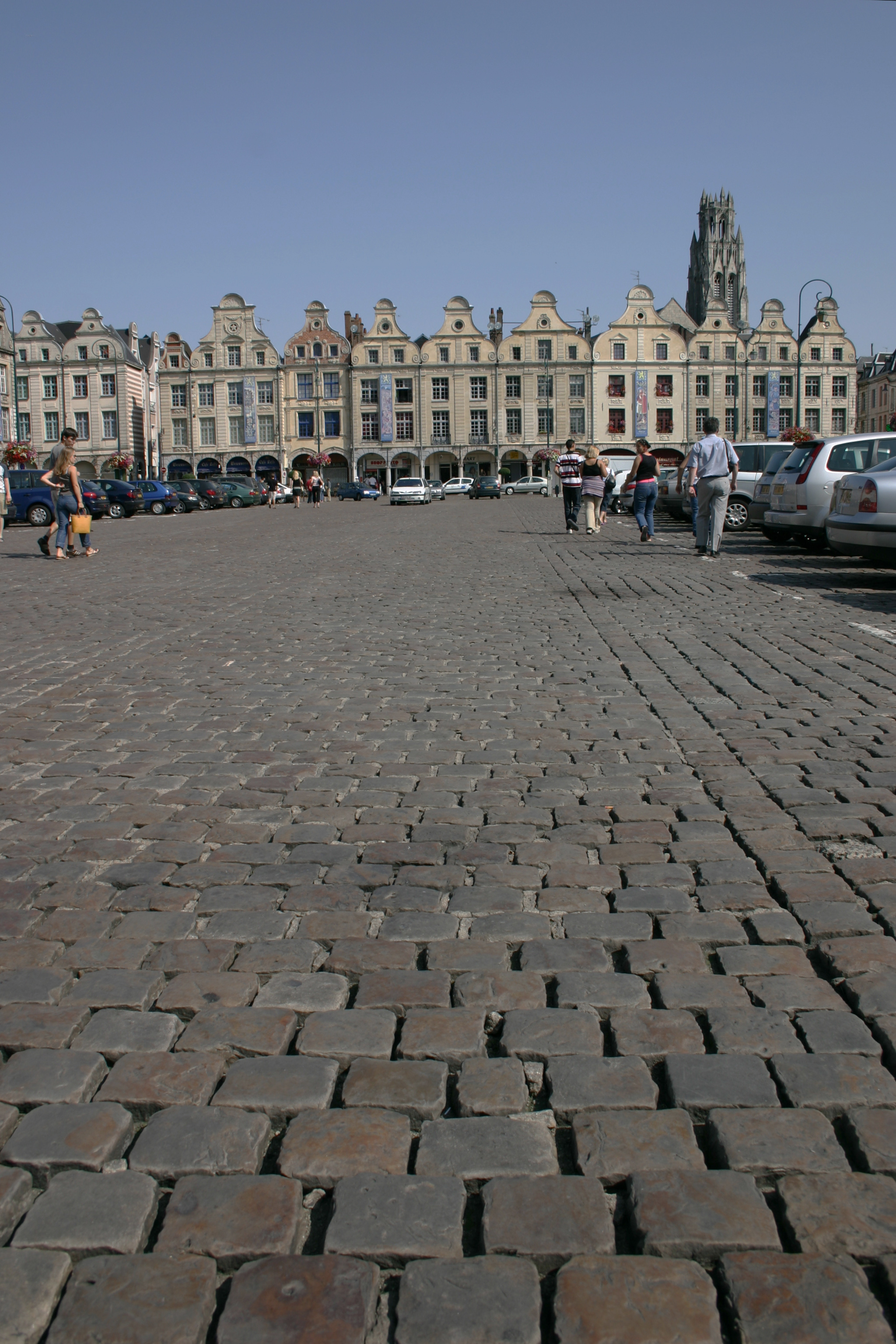
Бруківка Великої площі
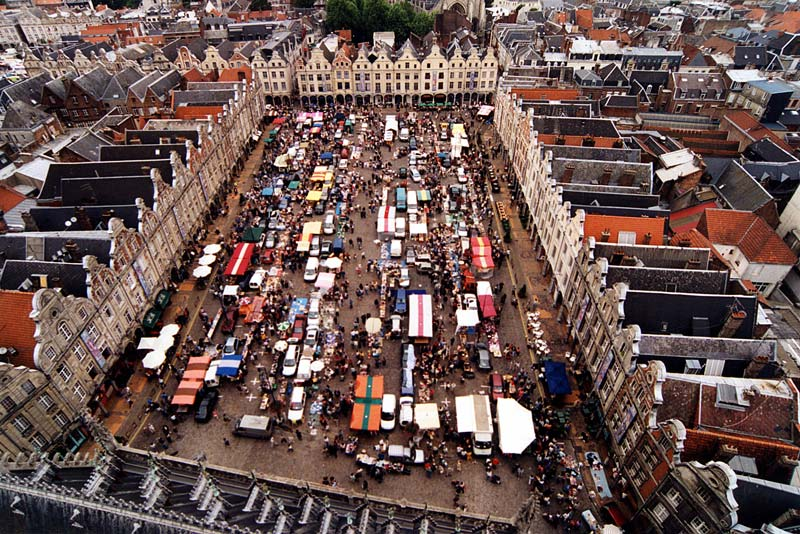
Площа героїв
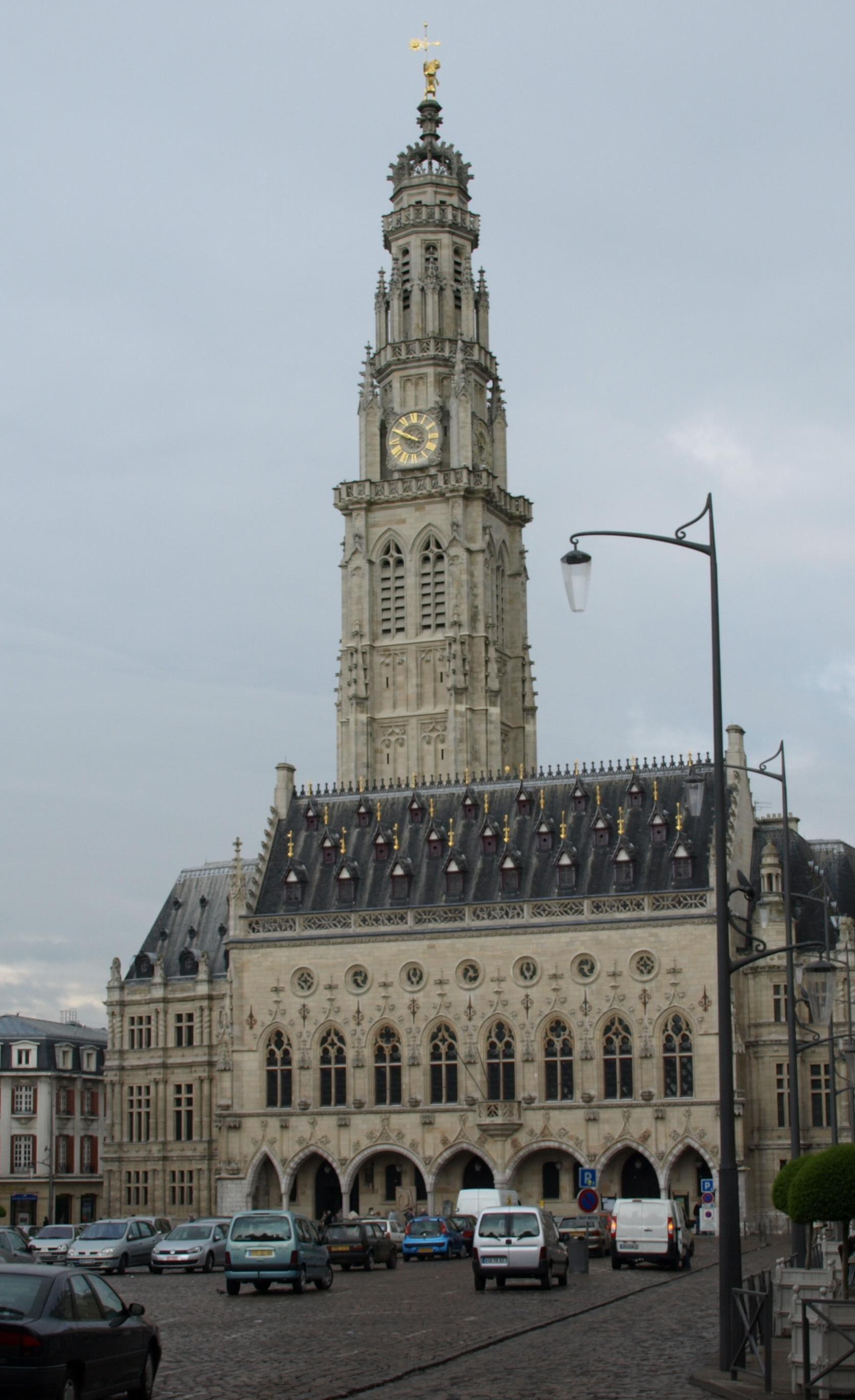
Ратуша та дзвіниця, на площі героїв
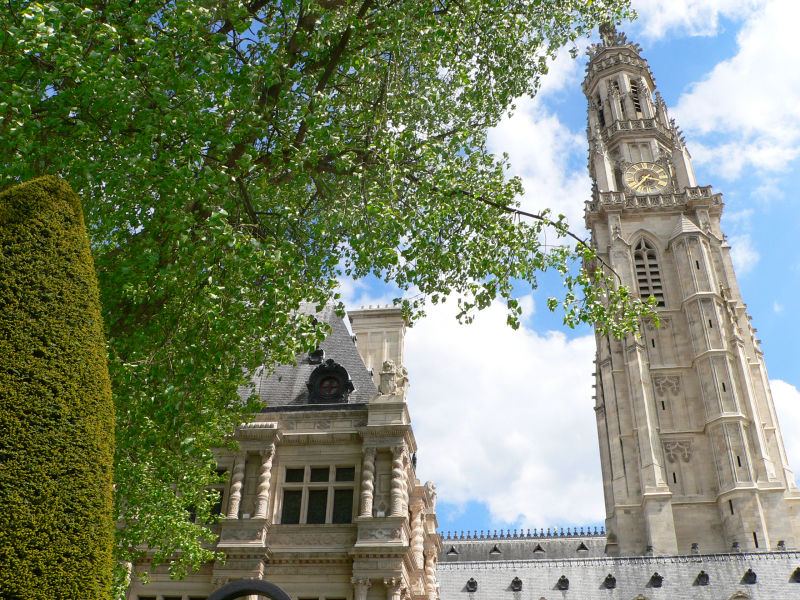
Дзвіниця
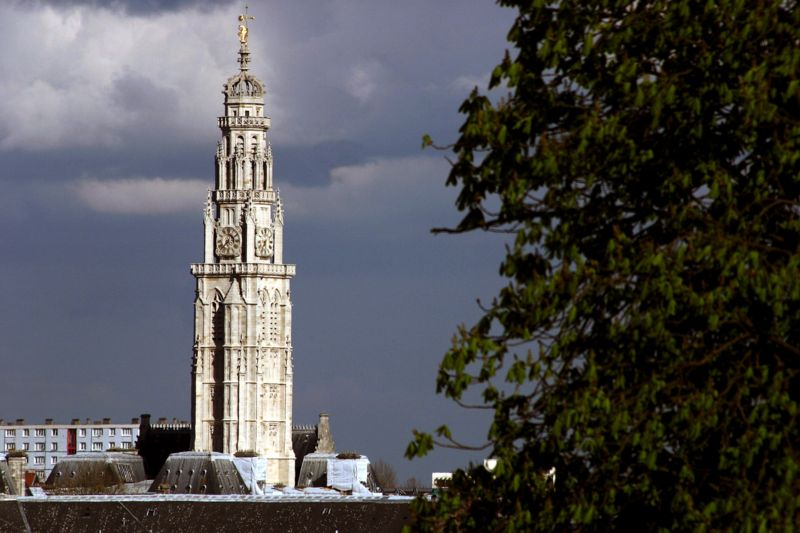
Дзвіниця
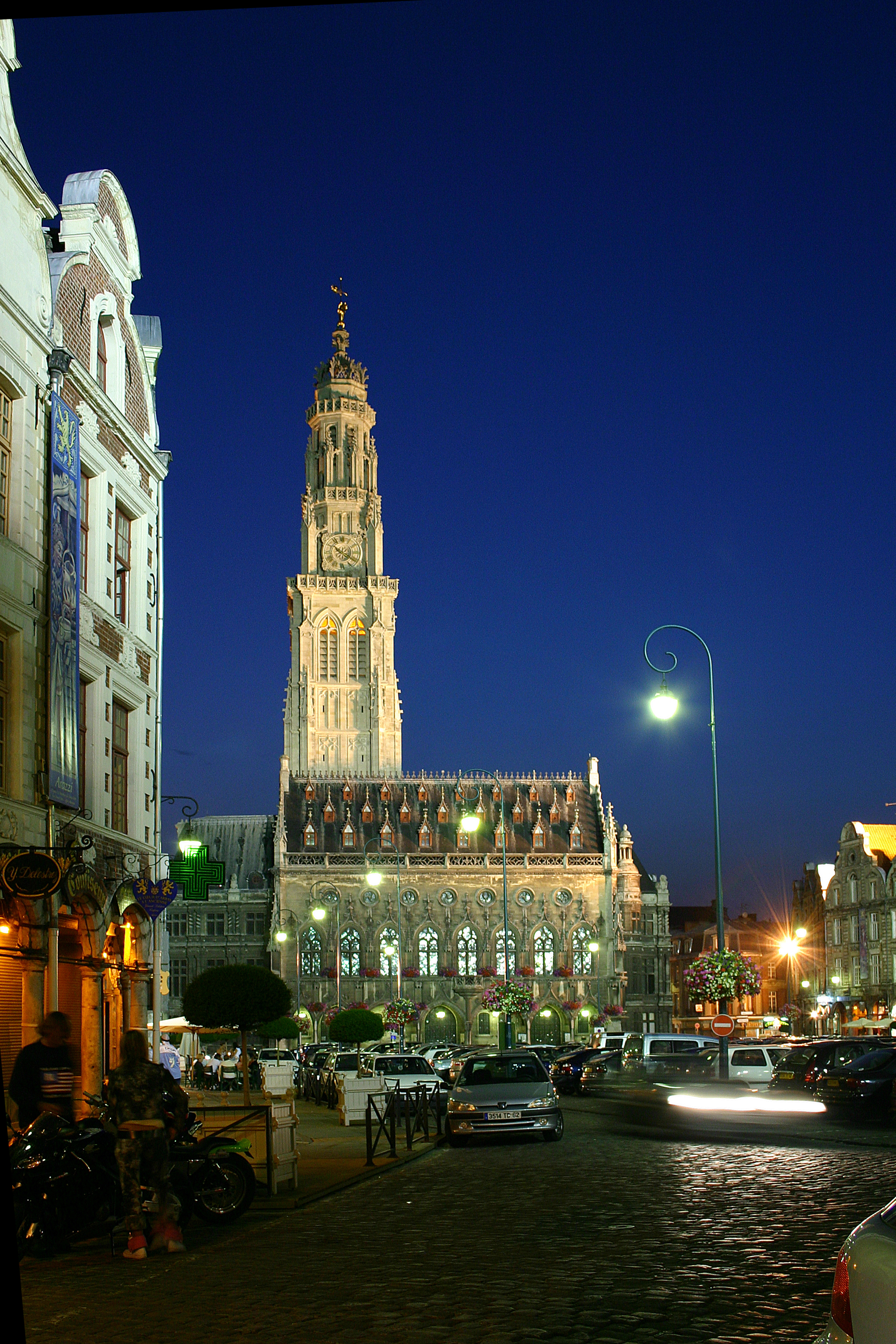
Дзвіниця вночі
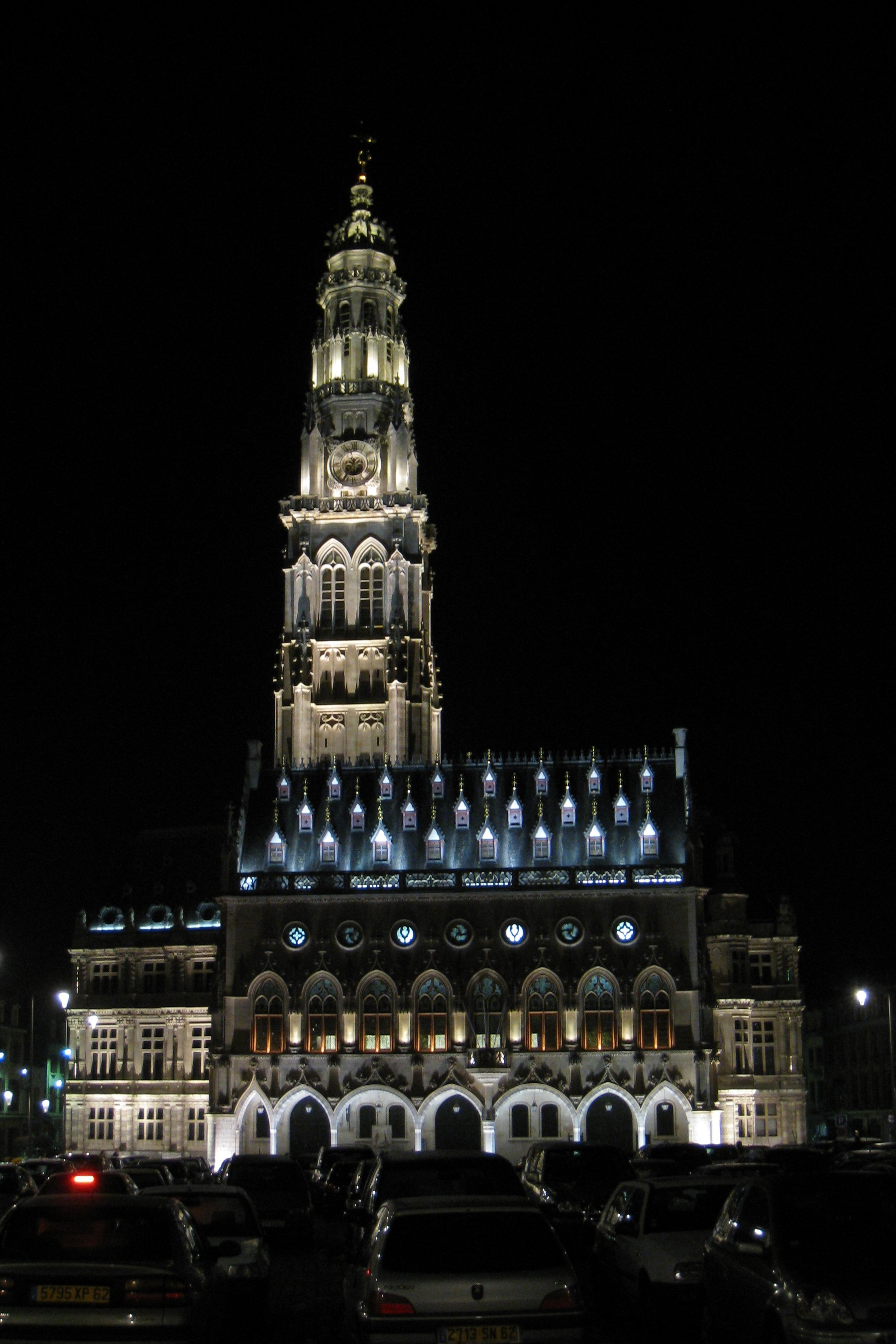
Дзвіниця, вигляд з площі героїв
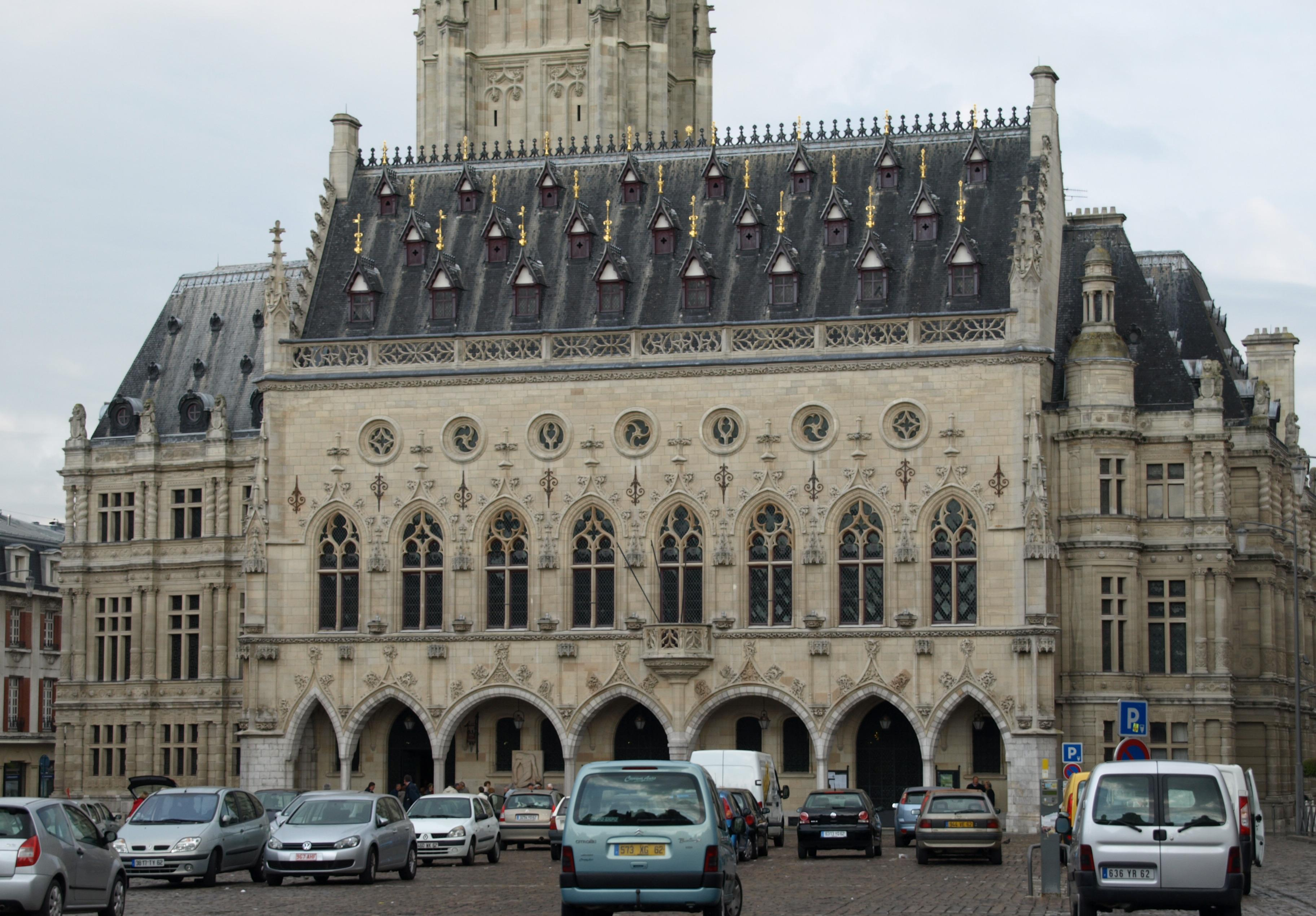
Ратуша, вигляд з площі героїв
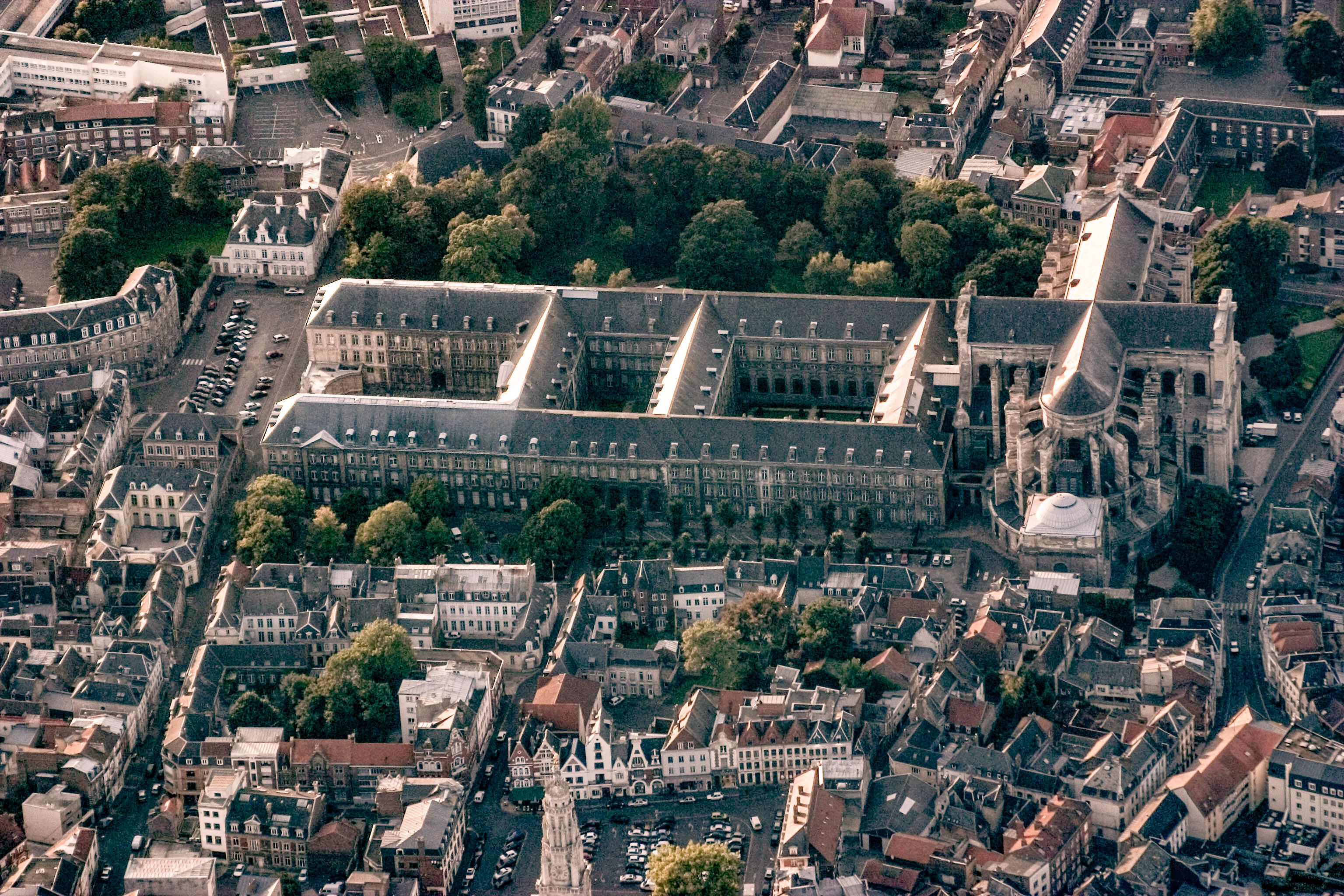
Абатство Сен-Вааст і собор
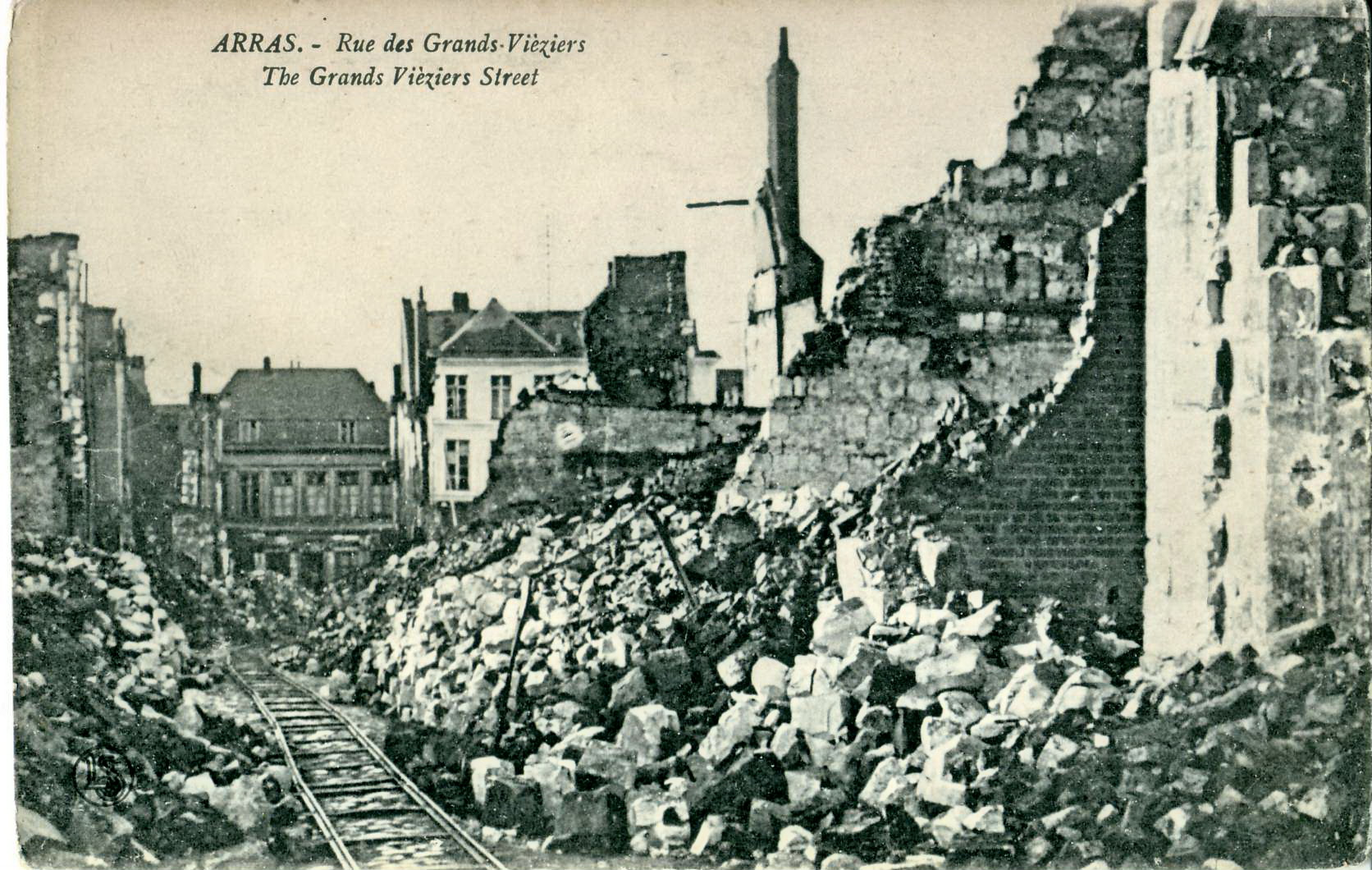
Руйнування Першої світової війни
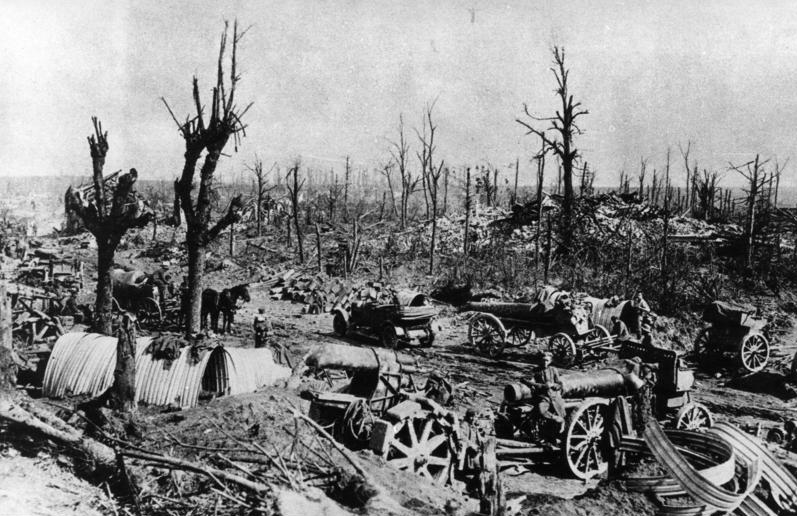
Ліси між Аррасом і Бапомом, де намагалася сховатися армія, були зруйновані артилерійським обстрілом
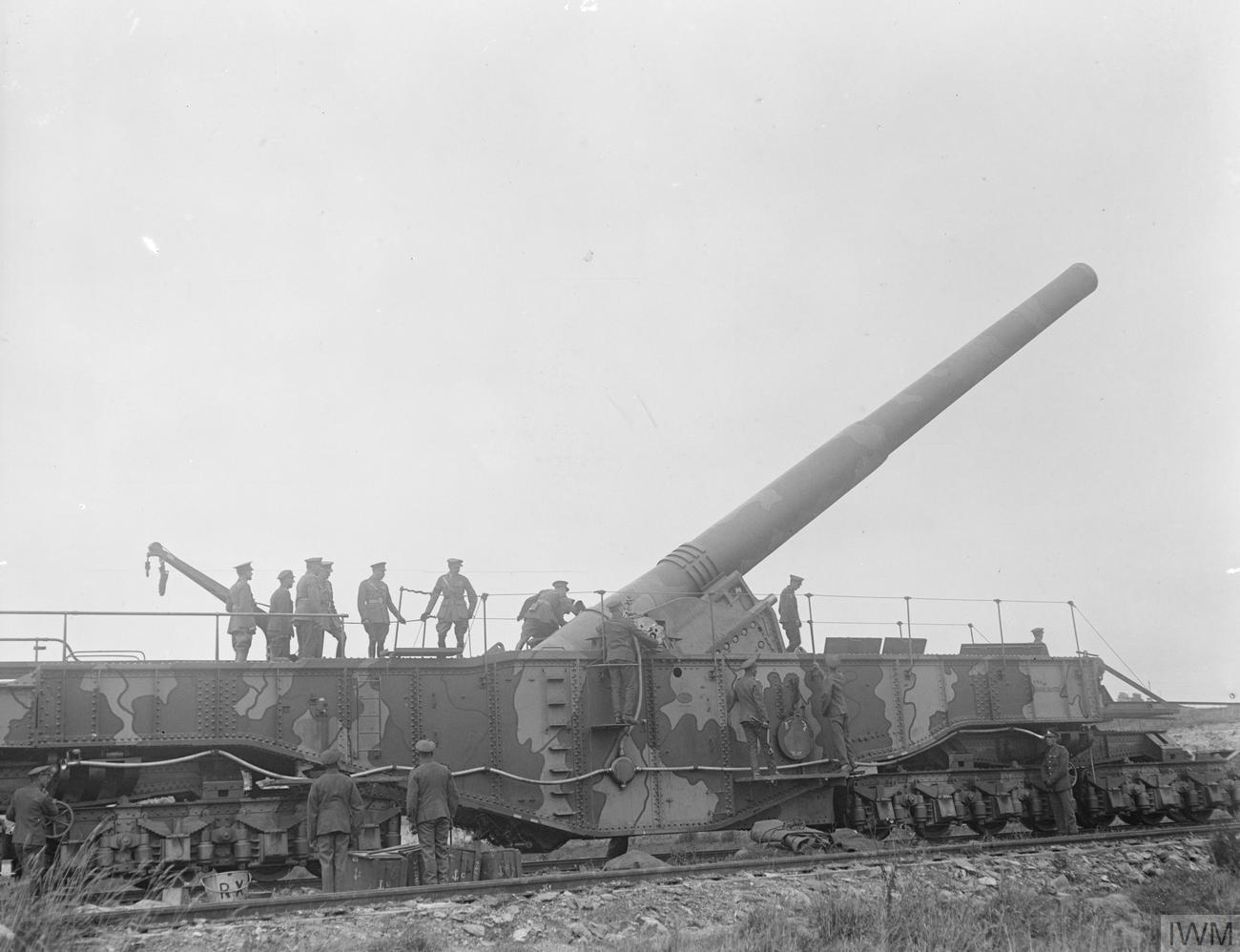
Король Георг V оглядає 14-дюймову залізничну морську гармату в Марей.8 серпня 1918
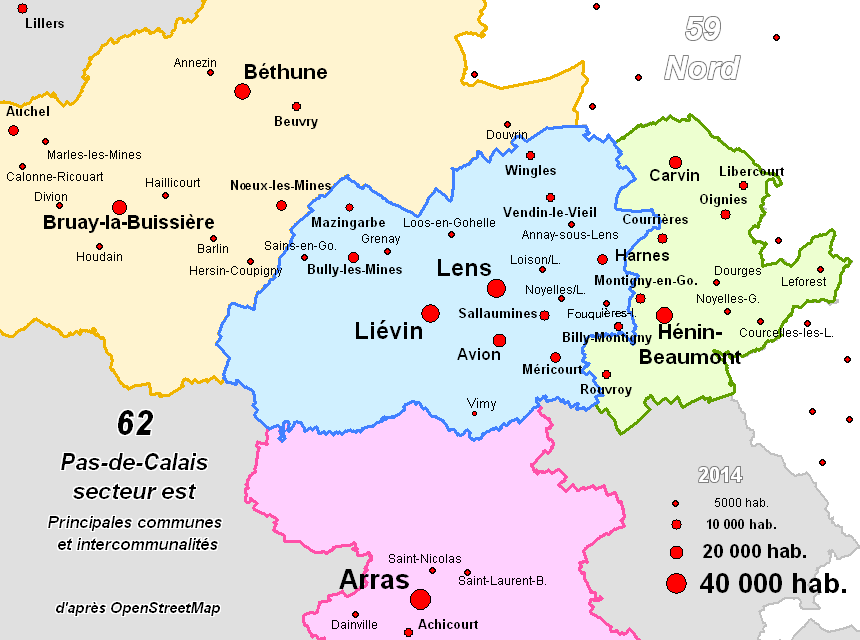
Карта східного Па-де-Кале
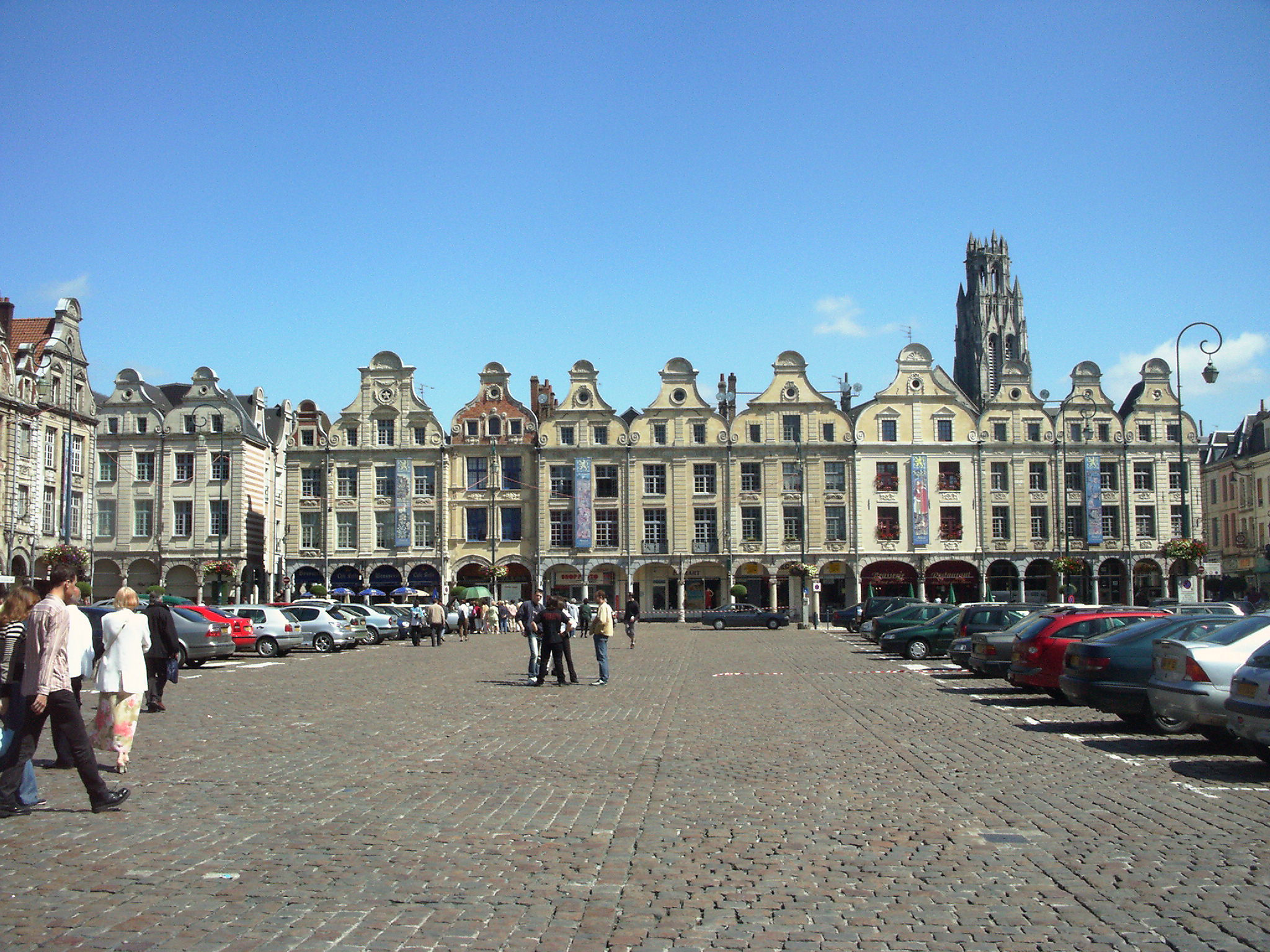
Площа героїв